# Tajudeen Abdul-Raheem
Tajudeen Abdul-Raheem (Funtua, 6 januari 1961 - Nairobi, 25 mei 2009) was een Nigeriaans politiek activist.
Abdul-Raheem was secretaris-generaal van de Pan-Afrikaanse Beweging, directeur van de Pan-Afrikaanse NGO "Justice Africa" en onderdirecteur van het "Millenniumproject" van de Verenigde Naties voor Afrika. Daarnaast schreef hij ook talloze bijdragen voor kranten en tijdschriften. Hij kwam om het leven bij een auto-ongeval in mei 2009 in Nairobi. 